# La gaya ciencia
La gaya ciencia o La ciencia jovial (en alemán: Die fröhliche Wissenschaft), también intitulado en español como El alegre saber, es una de las obras capitales del filósofo alemán Friedrich Nietzsche, escrita en 1882. Con ella se cierra el periodo «negativo» (de destrucción de la metafísica cristiana) y se abre el periodo afirmativo (de construcción de nuevos valores), en el que se destaca la obra Así habló Zaratustra (1883-1885).
Fue seguido de una segunda edición, que salió a luz después de la finalización de Así habló Zarathustra y Más allá del bien y el mal, en 1886. Esta expansión sustancial incluye un quinto libro y un apéndice de canciones. Nietzsche señaló que era «el más personal de todos [sus] libros», y contiene el mayor número de poemas en cualquiera de sus obras publicadas.

## Título
El título utiliza una locución muy frecuente en la época, derivada de una expresión del occitano gai saber y que este deriva de antiguos vocablos griegos citados al principio, lo que hacía referencia a todas las habilidades técnicas necesarias para crear poesía, es decir, así como Gea (Tierra Madre) crea vida, lo poético crea un Arte. La expresión ya había sido usada por Ralph Waldo Emerson y Eneas Sweetland Dallas y, en forma invertida, por Thomas Carlyle.
El título fue traducido al inglés como The Joyous Wisdom, y luego como The Gay Science, título de la versión de Walter Kaufmann (1960), que ha sido canónico desde entonces. La traducción más adecuada al español sería quizá Poética; no obstante, desde su traducción original del alemán y del italiano, este título no ha sido cuestionado.

## Temática
Para Friedrich Nietzsche el cristianismo inventó un mundo ideal, inexistente, alejado de todo contacto con el mundo real. Definía el cristianismo como una filosofía y una moral vulgares para personas débiles y esclavos que propone valores decadentes que no dejan que las personas sean libres. En esta obra deja en claro la muerte de un horizonte, de una verdad ordenadora, una pérdida de centro, además de una serie de sentencias sobre el hombre y su psicología.